# Harapanayakanahalli, Mulbagal
Harapanayakanahalli là một làng thuộc tehsil Mulbagal, huyện Kolar, bang Karnataka, Ấn Độ.